# Овелакер, Эберхард
Эберхард Овелакер (нем. Eberhard Ovelacker, — 24 сентября 1537) — командир ландскнехтов, участник графской распри (1534—1536).

## Биография
Овелакер происходит из вестфальско-ливонской дворянской семьи Овелакеров, чьей родовой резиденцией был Лангендреер в Вестфалии. В 1528 г. он был отправлен в Ливонию в качестве посланника пребывавшего в Голландии свергнутого короля Дании, Норвегии и Швеции Кристиана II. Когда Кристиан собирал войска, чтобы отбить Норвегию в 1531 году, Овелакер командовал отрядом ландскнетов.
Во время вражды между герцогом Гельдерна Карлом и графом Остфрисланда Энно II. выступал на стороне последнего, переправился через Долларт и напал на союзного Карлу Боле Рибберда. Он сжег множество кораблей в порту Делфзейл, разграбил деревню Фармсум и вернулся в Эмден с большой добычей.
В 1534 г. был завербован графом Ольденбурга Христофом, поддержиавшего своего двоюродного брата Кристиана II в борьбе с Кристианом III. Эберхард Овелакер с отрядом в 5 тыс. человек двинулся через Хадельн в Гольштейн, разграбив этот город. В августе 1534 г. в качестве полковника разбил войска Кристиана III под командованием Иоганна Ранцау в Нюборге на Фунене, взяв в плен многих дворян, в том числе Брайде Ранцау. 1 января 1535 г. в Восточной Фризии снова хотели вхзять на службу Овелакера, что вызвало опасение князя-епископа Франца Вальдекского.
15 марта 1535 г. Овелакер повел небольшую армию с Юргеном фон Равенсбергом и Реймером фон Вольдев Хадельн, чтобы затем вторгнуться в Дитмаршен или Кремпе Марш. Но Иоганн Ранцау и Мейнхарт фон Хамме, занявшие побережье Эльбы, преградили ему путь. В конце войны после Гамбургского мира 14 февраля 1536 г. Овелакер он все ещё находился в Хадельне, получая финансирования от зятя Кристиана II — Фридриха II Пфальцского (в 1537 г. — 7 — 8 тыс. гульденов). После свержения из-за проигранной войны мэра Любека Юргена Вулленвевера Овелакер отправился в Штединген вместе с Людвигом фон Дибеном и несколькими всадниками. Там он познакомился с графом Ольденбурга Антоном I и графом Остфрисланда, которые дали ему 3,5 тыс. гульденов.
Осенью 1537 года он был захвачен Карлом Гельдернским по пути на запад. Кристиан III и герцог Саксен-Лауэнбурга Магнус I обвинил его в нарушении мира. Суд признал его виновным, 24 сентября он был обезглавлен и четвертован.